# Attila Buday
Attila Buday, född den 28 juni 1974 i Budapest, Ungern, är en kanadensisk kanotist.
Han tog bland annat VM-silver i C-2 1000 meter i samband med sprintvärldsmästerskapen i kanotsport 2006 i Szeged.